# Y-maskerrotsspringer
De y-maskerrotsspringer (Lepismachilis y-signata) is een insect dat behoort tot de orde rotsspringers en de familie Machilidae.

## Naam en indeling
De wetenschappelijke naam van de soort werd voor het eerst voorgesteld door Josef Kratochvíl in 1945. De geslachtsnaam Lepismachilis  betekent vrij vertaald 'schubben-machilis', waarbij machilis verwijst naar het typegeslacht Machilis. De soortaanduiding y-signata betekent vrij vertaald 'gemarkeerd met een 'Y', en slaat op de lichaamstekening.

## Uiterlijke kenmerken
De rotsspringer bereikt een lichaamslengte van ongeveer acht tot tien millimeter. Het gehele lichaam is bedekt met schubben, de lichaamskleur is bruin, ondanks het feit dat de individuele schubben verschillende kleuren hebben. De monddelen of palpen steken duidelijk naar voren. Op de bovenzijde, achter de ogen, is een witte, Y- vormige vlek te zien waaraan de naam te danken is. De ogen raken elkaar en zijn gevlekt, in tegenstelling tot gelijkende rotsspringers.

## Levenswijze
De rotsspringer is 's nachts actief en houdt zich overdag schuil onder stenen en in kieren tussen de rotsen om tijdens de schemering tevoorschijn te komen. Het is een bewoner van gebieden met kale rotsen waar het dier algen en korstmossen van de stenen af schraapt. De soort kan gedurende het gehele jaar worden aangetroffen.

## Verspreiding en habitat
De y-maskerrotsspringer komt voor in delen van Europa. In Nederland is de soort zeldzaam en alleen aangetroffen in in de Grebbeberg en in uiterst Zuid-Limburg.